# Юханссон, Ингемар
Йенс Ингемар Юханссон (швед. Jens Ingemar Johansson; 22 сентября 1932, Гётеборг — 30 января 2009[…], Кунгсбакка, Халланд) — шведский боксёр-профессионал, выступавший в тяжёлой весовой категории. Серебряный призёр Олимпийских игр 1952 года. Чемпион мира в тяжёлой (1959—1960) весовой категории. Обладатель наград «Боксёр года» (1958; 1959), «Бой года» (1959) по версии журнала The Ring.

## Любительская карьера
В 1952 году Ингемар Юханссон участвовал в хельсинкской Олимпиаде. Он дошёл до финала, где встретился с американцем Эдом Сандерсом. За пассивный бокс в финале рефери дисквалифицировал шведа. Юханссон был лишён медали за 2-е место. Международный олимпийский комитет наградил шведа серебряной медалью 30 лет спустя — в 1982 году.

## 1952—1963
Дебютировал в декабре 1952 года. Почти все бои провёл в Швеции.
30 сентября 1956 года завоевал вакантный титул чемпиона Европы по версии EBU.
В мае 1957 года Юханссон в 5-м раунде нокаутировал Генри Купера.
В феврале 1958 года он в 13-м раунде нокаутировал Джо Эрскина.
В сентябре 1958 года Юханссон в 1-м раунде нокаутировал непобеждённого Эдди Махена.

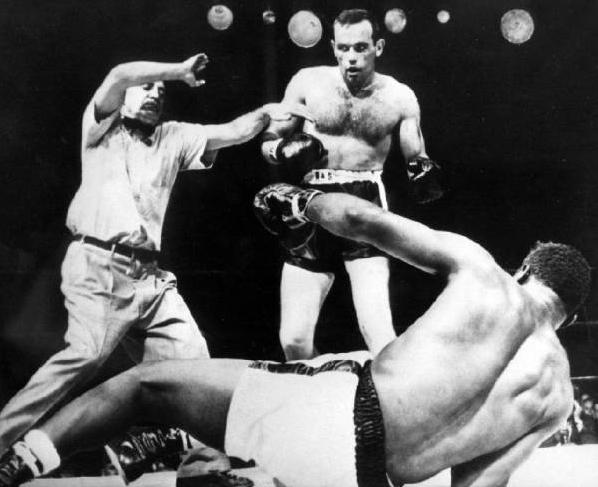
Первый бой с Флойдом Паттерсоном, 1959 год

В июне 1959 года он в США встретился с чемпионом мира в тяжёлом весе Флойдом Паттерсоном. Чемпион был на полу семь раз. В 3-м раунде швед нокаутировал американца.
В июне 1960 года состоялся 2-й бой между Юхансоном и Флойдом Паттерсоном. Американец нокаутировал противника в 5-м раунде.
В марте 1961 года состоялся 3-й бой между Юхансоном и Флойдом Паттерсоном. Юханссон побывал на полу в 1-м раунде. В 6-м раунде американец нокаутировал шведа.
За всю карьеру в США провёл только 3 боя — все с Паттерсоном.
В апреле 1963 года победил по очкам Брайна Лондона. После этого боя швед ушёл из бокса.
За всю профессиональную карьеру он ни разу не встретился с боксёром, имевшим отрицательный рекорд. Хотя бы раз побеждал каждого соперника, с кем встречался на профессиональном ринге. Провёл 28 боев, в которых одержал 26 побед (из них 17 нокаутом).